# Wildendürnbach
Wildendürnbach è un comune austriaco di 1 570 abitanti nel distretto di Mistelbach, in Bassa Austria.